# Communauté de communes Vézère-Monédières-Millesources
Die Communauté de communes Vézère-Monédières-Millesources ist ein französischer Gemeindeverband mit der Rechtsform einer Communauté de communes in Département Corrèze in der Region Nouvelle-Aquitaine. Sie wurde am 15. September 2016 gegründet und umfasst 20 Gemeinden (Stand: 1. Januar 2023). Der Verwaltungssitz befindet sich im Ort Treignac.

## Historische Entwicklung
Der Gemeindeverband entstand mit Wirkung vom 1. Januar 2017 durch den Zusammenschluss von Gemeinden aus den gleichzeitig aufgelösten Verbänden Communauté de communes de Vézère-Monédières und Communauté de communes de Bugeat-Sornac-Millevaches au Cœur.
Der Erlass vom 20. Dezember 2022 legt mit Wirkung zum 1. Januar 2023 den Austritt der Gemeinde Bugeat aus der Haute-Corrèze Communauté und gleichzeitigen Beitritt zu diesem Gemeindeverband fest.

## Mitgliedsgemeinden
| Gemeinde                                              | Einwohner 1. Januar 2022 | Fläche km² | Dichte Einw./km² | Code INSEE | Postleitzahl |
| ----------------------------------------------------- | ------------------------ | ---------- | ---------------- | ---------- | ------------ |
| Affieux                                               | 376                      | 30,19      | 12               | 19001      | 19260        |
| Bonnefond                                             | 114                      | 45,06      | 3                | 19027      | 19170        |
| Bugeat                                                | 741                      | 30,99      | 24               | 19033      | 19170        |
| Chamberet                                             | 1.422                    | 69,85      | 20               | 19036      | 19370        |
| L’Église-aux-Bois                                     | 51                       | 16,20      | 3                | 19074      | 19170        |
| Gourdon-Murat                                         | 85                       | 15,81      | 5                | 19087      | 19170        |
| Grandsaigne                                           | 48                       | 19,92      | 2                | 19088      | 19300        |
| Lacelle                                               | 136                      | 20,58      | 7                | 19095      | 19170        |
| Lestards                                              | 115                      | 18,52      | 6                | 19112      | 19170        |
| Madranges                                             | 168                      | 12,88      | 13               | 19122      | 19470        |
| Peyrissac                                             | 127                      | 5,89       | 22               | 19165      | 19260        |
| Pradines                                              | 86                       | 19,59      | 4                | 19168      | 19170        |
| Rilhac-Treignac                                       | 116                      | 9,42       | 12               | 19172      | 19260        |
| Saint-Hilaire-les-Courbes                             | 173                      | 36,36      | 5                | 19209      | 19170        |
| Soudaine-Lavinadière                                  | 143                      | 21,86      | 7                | 19262      | 19370        |
| Tarnac                                                | 338                      | 67,46      | 5                | 19265      | 19170        |
| Toy-Viam                                              | 35                       | 9,93       | 4                | 19268      | 19170        |
| Treignac                                              | 1.258                    | 36,73      | 34               | 19269      | 19260        |
| Veix                                                  | 74                       | 22,14      | 3                | 19281      | 19260        |
| Viam                                                  | 85                       | 29,99      | 3                | 19284      | 19170        |
| Communauté de communes Vézère-Monédières-Millesources | 5.691                    | 539,37     | 11               | –          | –            |